# 코튼 2: 매지컬 나이트 드림즈
《코튼 2: 매지컬 나이트 드림즈》는 석세스가 제작한 아케이드 진행형 슈팅 게임이다. 《코튼》 시리즈의 네 번째 게임으로, 세가의 ST-V 아케이드 기판으로 개발돼 1997년 11월 일본서 출시됐으며 이후 가정용 이식판이 세가 새턴으로 출시됐다.
주인공 커튼과 라이벌 어플리 둘 중 하나를 조종해 펌킨 왕국의 사탕 '블루워터 윌로'를 되찾아오는 것이 주이야기로, 게임플레이는 첫 번째 게임 《코튼: 판타스틱 나이트 드림즈》에 기반하고 있으나 커맨드를 입력해 특수 샷이나 마법을 사용할 수 있는 것이 특징이다.
1998년 9월, 이 게임의 스테이지와 게임플레이 시스템을 변주한 재발매판 《코튼 부메랑》이 아케이드와 세가 새턴으로 출시됐다. 플레이어에게 체력이 존재하던 《코튼 2》와 달리 한 번에 바로 사망하는 캐릭터 3명을 사용하고 점수 시스템이 달라지는 등 많은 차이점들이 존재한다.
2021년 9월에 세가 새턴판 《코튼 2》 및 《코튼 부메랑》, 그리고 석세스의 종스크롤 슈팅 게임 《가디언 포스》 세 작품이 모두 수록된 합본 《코튼 가디언 포스 새턴 트리뷰트》가 닌텐도 스위치, 플레이스테이션 4와 마이크로소프트 윈도우로 발매됐다.

## 반응
세가 새턴판 《코튼 2》와 《코튼 부메랑》는 출시 후 긍정적인 반응을 얻었다. 패미통에 의하면 세가 새턴판 《코튼 2》는 출시 첫 주에 8,907장 이상의 판매량을 기록했다.

## 내용주
1. ↑  영어: Cotton 2: Magical Night Dreams, 일본어: コットン2 マジカルナイトドリームス
2. ↑  영어: Cotton Boomerang
3. ↑  영어: Cotton Guardian Force Saturn Tribute